# 邁克·布雷茲納尼克
邁克·布雷茲納尼克（1983年12月16日—）是一位斯洛伐克足球運動員。在場上的位置是左邊鋒或左後衛。他現在效力於斯洛伐克足球甲級聯賽球隊利貝雷茨足球俱樂部。他也代表斯洛伐克國家足球隊參賽。